# فرودگاه جیانگوان
فرودگاه جیانگوان (به انگلیسی: Jiangwan Airport) یک فرودگاه تعطیل است . این فرودگاه در شهر شانگهای کشور چین قرار دارد .